# Anioł biznesu
Anioł biznesu (ang. business angel, angel investor) – inwestor prywatny, często posiadający doświadczenie w prowadzeniu działalności gospodarczej, który inwestuje w przedsiębiorstwa będące we wczesnych fazach rozwoju w zamian za objęcie części ich akcji lub udziałów. 
W przeciwieństwie do funduszy venture capital, które zarządzają pulą środków finansowych powierzonych przez inne podmioty lub osoby, aniołowie biznesu inwestują swoje własne środki. 

## Opis
Aniołami biznesu są zwykle zamożni przedsiębiorcy lub menedżerowie wysokiego szczebla. Mogą być zainteresowani wspieraniem młodych spółek, zwłaszcza startupów, z innych powodów niż ponadprzeciętny zysk (np. chęć rozwoju zawodowego i inspirowania się, nawiązania kontaktów biznesowych, możliwość przekazywania swoich doświadczeń i wiedzy, uzyskania podobnej pomocy w przeszłości i chęć wsparcia rozwoju lokalnego ekosystemu startupowego, itp). Aniołowie biznesu z reguły oferują środki finansowe w formule tzw. smart money, czyli połączone m.in. ze wsparciem menedżerskim, udostępnieniem swoich kontaktów, specjalistycznej wiedzy, know-how i pomocą w pozyskaniu do wspieranej spółki pracowników. 
Środki finansowe od aniołów biznesu to jedna z najważniejszych form finansowania startupów. Wypełniają one lukę kapitałową pomiędzy finansowaniem pozyskiwanym od przyjaciół, rodziny i z własnych oszczędności a funduszami venture capital. Aniołowie biznesu, którym zależy, aby przedsiębiorstwa, w które zainwestowali, pozyskiwały dalsze i zwykle większe środki, mogą jednak współpracować z funduszami venture capital.
Zaangażowanie anioła biznesu w przedsięwzięcie trwa zazwyczaj kilka lat. Po tym okresie inwestor odsprzedaje posiadane akcje lub udziały.
Przy wsparciu aniołów biznesu w początkowej fazie rozwoju powstały m.in. takie przedsiębiorstwa jak: Amazon.com, Apple, Google, Starbucks, Dell czy Cisco.
Aniołowie biznesu często skupiają się w sieciach aniołów biznesu lub nieformalnych klubach, które umożliwiają im zachowanie dyskrecji, pomagają we wstępnej selekcji projektów i procesie inwestycyjym, a także wspierają przedsiębiorców poszukujących finansowania w zakresie szkoleń oraz przygotowania projektów. W Unii Europejskiej największą organizacją aniołów biznesu, zrzeszającą sieci aniołów biznesu i krajowe organizacje jest European Business Angels Network (EBAN).

## Aniołowie biznesu w Polsce
W Polsce pierwszą siecią aniołów jest utworzony w 2003 r. Business Angels Club (PolBAN), założony przez Wojciecha Dołkowskiego.
Jednymi z najbardziej aktywnych sieci aniołów biznesu są Lewiatan Business Angels oraz Cobin Angels, w obszarze inwestycji impaktowych klub ImpactAngels.pl
Dla osób poszukujących wiedzy o inwestowaniu jako anioł biznesu stworzono platformę edukacyjną PolishAngels.pl. 

## Konkurs Business Angel of the Year
Od 2017 roku środowisko inwestorów i startupów przyznaje nagrodę dla Anioła Biznesu za szczególne osiągnięcia w danym roku. Celem konkursu jest propagowanie tej formy wspierania  startupów oraz dzielenie się najlepszymi praktykami. Laureatami w kolejnych latach byli: Dawid Urban, Maciej Filipkowski, Wojciech Kostrzewa, Paweł Kastory i Piotr Romanowski. 